# Аэрангис
Аэрангис (лат. Aerangis) — род многолетних травянистых растений семейства Орхидные.
Аббревиатура родового названия в промышленном и любительском цветоводстве — Aergs.
Многие представители рода и гибриды с их участием популярны в комнатном и оранжерейном цветоводстве, а также широко представлены в ботанических садах.

## Синонимы
По данным Королевских ботанических садов в Кью:
- Radinocion Ridl., 1887
- Barombia Schltr., 1914
- ×Barangis auct., 1982

## Ареал и экологические особенности
Тропическая Африка, Мадагаскар, Коморские острова, Реюньон, Шри-Ланка.
Эпифиты, реже литофиты.
Все виды рода аэрангис входят в Приложение II Конвенции CITES. Цель Конвенции состоит в том, чтобы гарантировать, что международная торговля дикими животными и растениями не создаёт угрозы их выживанию.

## Этимология
Название рода Aerangis, образовано от греческих слов «aer» (воздух) и "angos' (сосуд).

## Биологическое описание

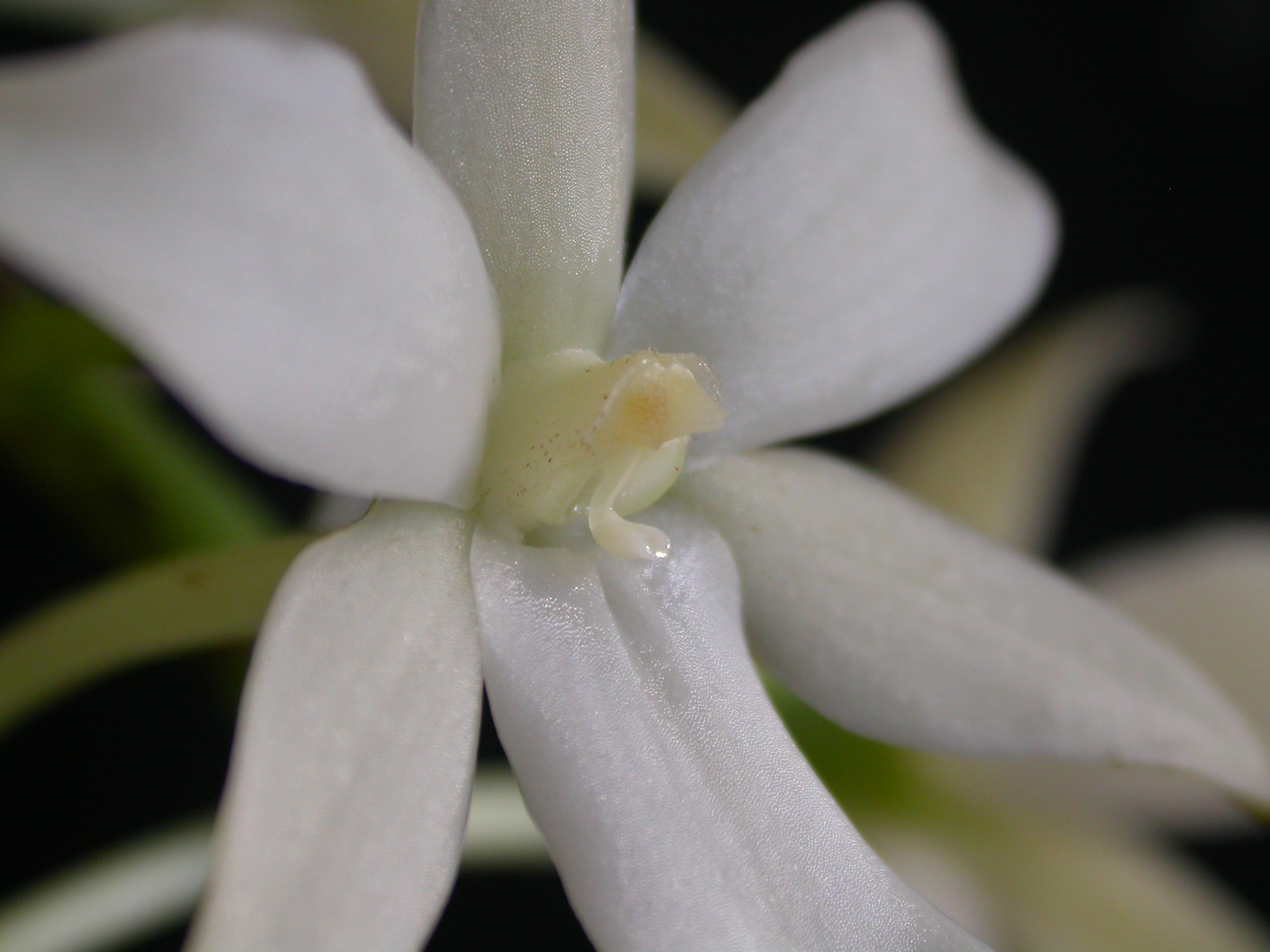
Aerangis articulata

Побег моноподиального типа, псевдобульб не образуют.
Корни хорошо развитые, как правило жёсткие. Воздушные корни покрыты веламеном.
Листья суккулентные широколинейные, ремневидные или продолговатые, сближены в двустороннюю розетку, темно-зелёного или серо-зелёного цвета. У некоторых видов листья достигают 15-20 см длины, у большинства видов они короче.
Цветоносы образуются в пазухах листьев, поникающие, кистевидные, обычно многоцветковые.
Цветки у большинства видов белые, восковые, звездообразной формы. Губа плоская, имеет длинный шпорец в котором накапливается нектар. Цветки многих видов имеют приятный аромат, наиболее интенсивный в ночное время. Многие виды опыляются различными видами чешуекрылых, чаще бражниками.
Поллиниев — 2.
Хромосомы: 2n = 42, 46, 50 или 54.
Виды, имеющие ароматные цветки: Aerangis biloba, Aerangis distincta, Aerangis citrata (слабый запах лимона), Aerangis cryptodon, Aerangis ellisii (сильный аромат), Aerangis fastuosa (приятный аромат от лёгкого до сильного в ночное время), Aerangis mystacidii, Aerangis modesta, Aerangis verdickii.

## Виды
По информации базы данных The Plant List, род включает 53 вида:
- Aerangis alcicornis (Rchb.f.) Garay, 1972
- Aerangis appendiculata (De Wild.) Schltr., 1918
- Aerangis arachnopus (Rchb.f.) Schltr., 1918
- Aerangis articulata (Rchb.f.) Schltr., 1914
- Aerangis biloba (Lindl.) Schltr., 1915
- Aerangis bouarensis Chiron, 1998
- Aerangis brachycarpa (A.Rich.) T.Durand & Schinz, 1894
- Aerangis calantha (Schltr.) Schltr., 1918
- Aerangis carnea J.Stewart, 1979
- Aerangis × chirioana Bellone & Chiron, 2002
- Aerangis citrata (Thouars) Schltr., 1914 — Аэрангис лимонно-жёлтый
- Aerangis collum-cygni Summerh., 1927
- Aerangis concavipetala H.Perrier, 1938
- Aerangis confusa J.Stewart, 1979
- Aerangis coriacea Summerh., 1952
- Aerangis cryptodon (Rchb.f.) Schltr., 1914
- Aerangis decaryana H.Perrier, 1938
- Aerangis distincta J.Stewart & la Croix, 1987

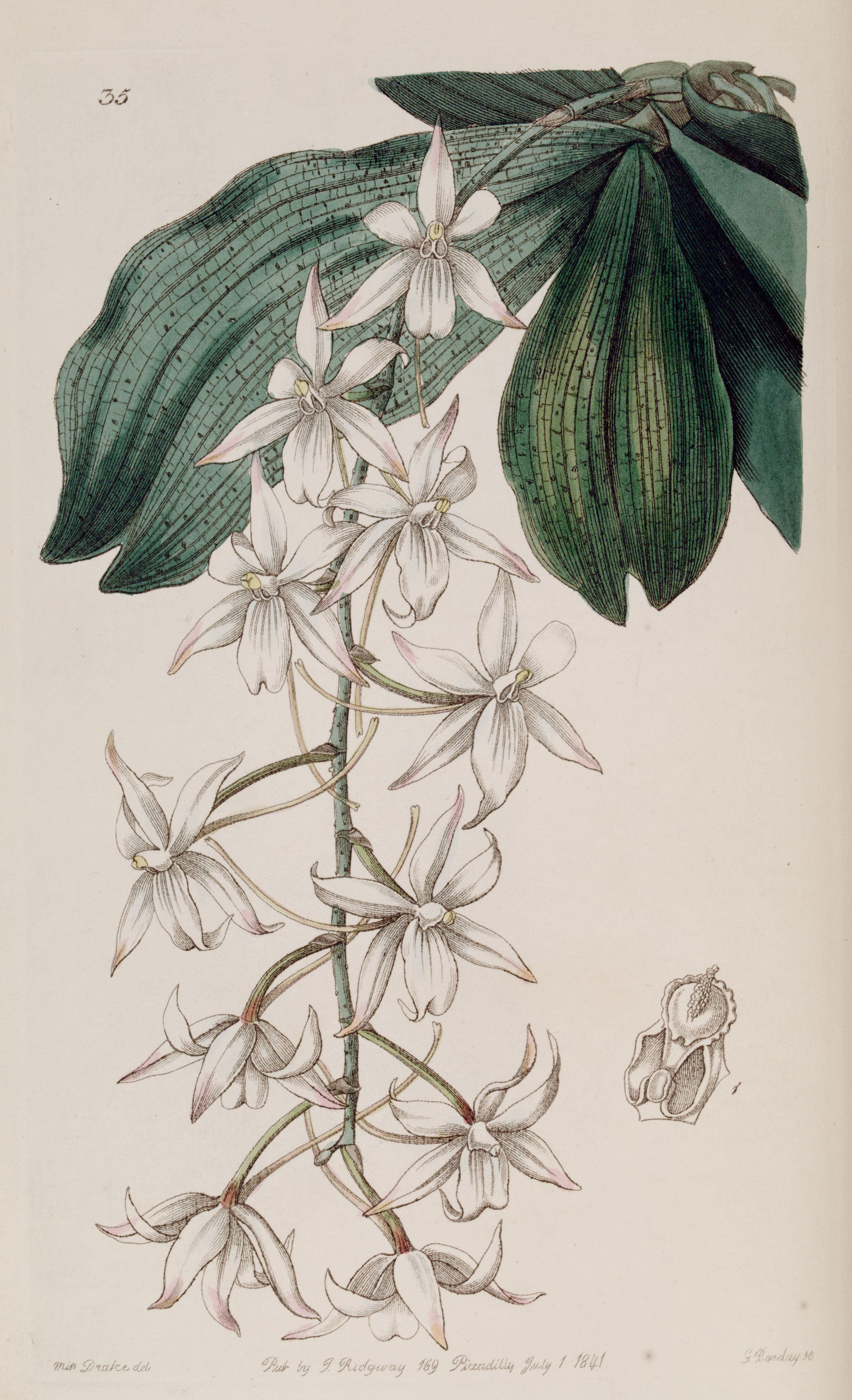
Aerangis biloba.
Ботаническая иллюстрация из книги Edwards’s Botanical Register, volume 27 (N.S. 4) plate 35. 1841 г.

- Aerangis ellisii (B.S.Williams) Schltr., 1914
- Aerangis fastuosa (Rchb.f.) Schltr., 1914
- Aerangis flexuosa (Ridl.) Schltr., 1918
- Aerangis fuscata (Rchb.f.) Schltr., 1914
- Aerangis gracillima (Kraenzl.) J.C.Arends & J.Stewart, 1989
- Aerangis gravenreuthii (Kraenzl.) Schltr., 1918
- Aerangis hologlottis (Schltr.) Schltr., 1911
- Aerangis hyaloides (Rchb.f.) Schltr., 1914
- Aerangis jacksonii J.Stewart, 1978
- Aerangis kirkii (Rchb.f.) Schltr., 1918
- Aerangis kotschyana (Rchb.f.) Schltr., 1918
- Aerangis luteoalba (Kraenzl.) Schltr., 1918
- Aerangis macrocentra (Schltr.) Schltr., 1915
- Aerangis maireae la Croix & J.Stewart, 1998
- Aerangis megaphylla Summerh. ex Mildbr., 1937
- Aerangis modesta (Hook.f.) Schltr., 1914
- Aerangis monantha Schltr., 1925
- Aerangis montana J.Stewart, 1979
- Aerangis mooreana (Rolfe ex Sander) P.J.Cribb & J.Stewart, 1983
- Aerangis mystacidii (Rchb.f.) Schltr., 1917
- Aerangis oligantha Schltr., 1915
- Aerangis pallidiflora H.Perrier, 1938
- Aerangis × primulina (Rolfe) H.Perrier, 1941
- Aerangis pulchella (Schltr.) Schltr., 1915
- Aerangis punctata J.Stewart, 1986
- Aerangis rostellaris (Rchb.f.) H.Perrier, 1941
- Aerangis seegeri Senghas, 1983
- Aerangis somalensis (Schltr.) Schltr., 1918
- Aerangis spiculata (Finet) Senghas, 1972
- Aerangis splendida J.Stewart & la Croix, 1987
- Aerangis stelligera Summerh., 1954
- Aerangis stylosa (Rolfe) Schltr., 1915
- Aerangis thomsonii (Rolfe) Schltr., 1918
- Aerangis ugandensis Summerh., 1931
- Aerangis verdickii (De Wild.) Schltr., 1918

## В культуре
Температура.

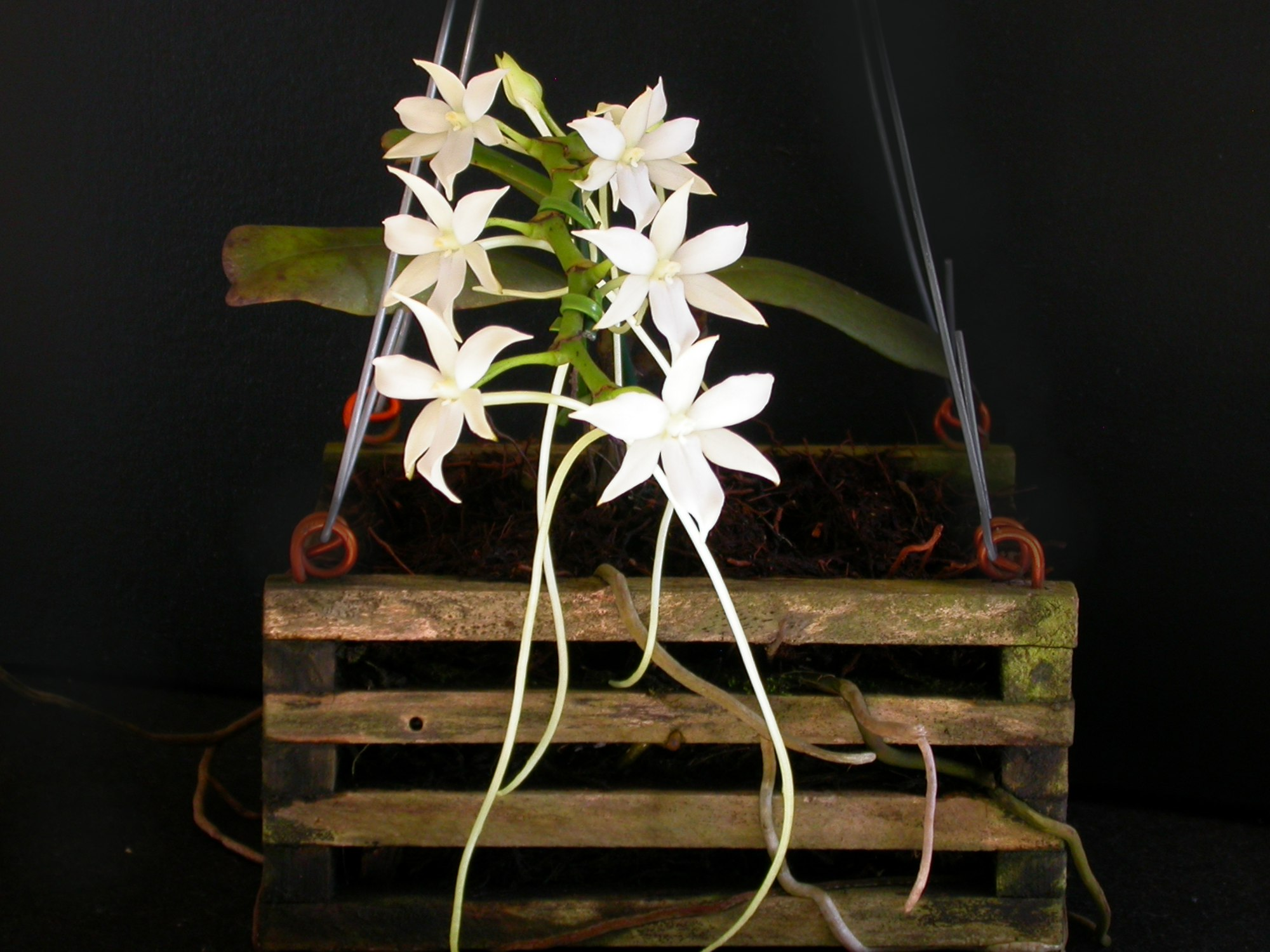
Aerangis articulata

Большинство аэрангисов относятся к умеренной и тёплой температурной группе. Виды произрастающие на высотах до 1000 метров над уровнем моря к тёплой, более высокогорные растения к умеренной.
Субстрат.
Чаще используется посадка на блок. При использовании пластиковых и керамических горшков в качестве дренажа, используется керамзит, камни или кусочки пенопласта.
Состав субстрата подбирается в зависимости от температурные условий и относительной влажности воздуха. Аэрангисы в период роста плохо переносят полную просушку субстрата, но не переносят и излишней влажности. Субстрат для посадки готовят из смеси кусочков сосновой коры (от 1 до 3 см), древесного угля и кокосовых чипсов (прессованное и порезанное на кусочки пальмовое волокно), чтобы получившийся субстрат при имеющихся условиях почти полностью просыхал за 3-7 дней. Количество компонентов субстрата можно сократить до одной сосновой коры.
Подкормки специальным удобрением для орхидей (концентрацию см. на упаковке) или комплексным минеральным удобрением (в концентрации в 3-4 раза меньше) раз в две недели.
Полив.
Частота полива должна быть подобрана таким образом, чтобы субстрат внутри горшка успевал почти полностью просохнуть, но не успел высохнуть полностью.
Для некоторых видов важно соблюдать нейтральный баланс pH так как они не переносят накопления солей в субстрате и покрывающем корни веламене. В этом случае для полива растений используется вода прошедшая очистку обратным осмосом с добавлением специально рассчитанных доз удобрений.
Большинство культивируемых видов не имеют ярко выраженного периода покоя. В период с осени по весну аэрангис содержат в более прохладных условиях, реже поливают и обеспечивают хорошую освещённость.
Относительная влажность воздуха.
Большинство видов встречающихся в культуре можно содержать при 50-80 %. При более низкой влажности могут наблюдаться проблемы с развитием корней, молодых листьев и цветоносов.
Свет.
Большинство видов достаточно светолюбивы, им требуется освещённость не менее 10-15 кЛк.
Поскольку представители этого рода растут в низких широтах, для нормального развития им требуется 12 часовой световой день.